# Albert Maybon
Albert Baptiste Maybon (Marseille, 30 mars 1878 - 18 janvier 1940,), est un journaliste, orientaliste et traducteur du japonais français.

## Biographie
Frère de Charles Maybon, journaliste au Temps au Japon (1922), directeur de la collection Les arts coloniaux, il avait été chargé en 1914, par les ministères des Colonies et du Commerce d'étudier la répercussion de la révolution chinoise parmi les populations aborigènes du Yunnan.

## Œuvres
Outre de nombreux article dans diverses revues dont L'Asie Française, la Quinzaine coloniale ou le Mercure de France, on lui doit :
Études
- La politique chinoise : étude sur les doctrines des partis en Chine, 1888-1908, V. Giard & E. Brière, 1908[6]
- La Vie secrète de la cour de Chine, Paris, 1910
- L'art bouddhique du Turkestan oriental: la mission Pelliot (1906-1909), 1910
- La République chinoise, préface de Stephen Pichon, A. Colin, 1914
- Le théâtre japonais, H. Laurens, 1925
- Le Palanquin rouge, préface de Jean Viollis, 1927 (sous le nom de Georges Maybon)
- L'Indochine, préface de Paul Blanchard de La Brosse, Larose, 1931
- Le Japon, F. Nathan, 1939
- Les temples du Japon, architecture et sculpture, E. de Boccard, 1929
- Le Japon d'aujourd'hui, ses tendances politiques et sociales, la place des femmes dans le Japon d'aujourd'hui, les socialistes et les partis révolutionnaires, la littérature japonaise contemporaine, ses prosateurs et ses poètes, le nouveau théâtre, Ernest Flammarion, 1924

Traductions
- Cette femme-là, roman de Takérô Arishima, E. Grévin, 1926
- Les jours de Yôko, roman de Arishima Takeo, revu et présenté par Christian Galan, P. Picquier, 1998